# Citharexylum racemosum
Citharexylum racemosum là một loài thực vật có hoa trong họ Cỏ roi ngựa. Loài này được Sessé & Moc. mô tả khoa học đầu tiên năm 1889.